# The New Stenographer (film 1911)
The New Stenographer è un cortometraggio muto del 1911 diretto da George D. Baker. Fu il primo degli oltre duecento film interpretati dalla coppia formata sullo schermo da Flora Finch e John Bunny.

## Produzione
Il film fu prodotto dalla Vitagraph Company of America.

## Distribuzione
Il film - un cortometraggio in una bobina - uscì nelle sale cinematografiche statunitensi il 18 febbraio 1911, distribuito dalla General Film Company

### Date di uscita
- USA	18 febbraio 1911
- USA	12 agosto 1914	 (riedizione)